# Соколовское (Оренбургская область)
Соколовское — село в Сакмарском районе Оренбургской области России. Входит в состав Светлого сельсовета.

## Название
Происхождение топонима связано с фамилией майора Льва Васильевича Соколова, на чьих землях было основано село.

## География
Село находится в центральной части Оренбургской области, в степной зоне, на правом берегу реки Средняя Каргалка, на расстоянии примерно 19 километров (по прямой) к западу-северо-западу (WNW) от села Сакмары, административного центра района. Абсолютная высота — 116 метров над уровнем моря.
Климат
Климат характеризуется как умеренно континентальный с продолжительной морозной зимой и относительно коротким жарким сухим летом. Абсолютный максимум температуры воздуха составляет 43 °C; абсолютный минимум — −45 °C. Среднегодовое количество атмосферных осадков составляет 336 мм. Устойчивый снежный покров формируется в конце ноября и держится в течение 120—140 дней.
Часовой пояс
Село Соколовское, как и вся Оренбургская область, находится в часовой зоне МСК+2. Смещение применяемого времени относительно UTC составляет +5:00.

## Население
| 2010 |
| ---- |
| 65   |

Половой состав
По данным Всероссийской переписи населения 2010 года в половой структуре населения мужчины составляли 44,6 %, женщины — соответственно 55,4 %.
Национальный состав
Согласно результатам переписи 2002 года, в национальной структуре населения русские составляли 74 % из 45 чел.